# Escharina hyndmanni
Escharina hyndmanni är en mossdjursart som först beskrevs av Johnston 1847.  Escharina hyndmanni ingår i släktet Escharina och familjen Escharinidae. Inga underarter finns listade i Catalogue of Life.